# Dětská hudební soutěž Ruského mezinárodního Rotary klubu
Dětská hudební soutěž ruského mezinárodního Rotary klubu je mezinárodní soutěž pro mladé hudebníky. Tato hudební soutěž je podporována několika zahraničními velvyslanci v Moskvě a dalšími společnostmi i jednotlivci. Také ji podporují ruské hudební osobnosti : Vladimír Spivakov, Yuri Bašmet a Natálie Gutmanová, která byla předsedkyní 3. hudební soutěže, konané v rezidenci Francouzského velvyslance v Moskvě. Pozdravy této soutěži zaslali Ministr kultury a masové komunikace Ruské Federace, Moskevský starosta Jurij Lužkov a další. Dvanácté finále této soutěže se konalo v koncertním sále Moskevské státní konzervatoře Čajkovského v září 2014.

## Historie
Tuto soutěž inicioval Josef Marouš, prezident Moskevského mezinárodního Rotary klubu v roce 2002. Soutěž nabízí příležitost mladým evropským hudebníkům zviditelnit se a rozvíjet svůj talent. Soutěže se zúčastnily hudební školy a Rotary kluby z 34 zemí a více než 135 měst,[zdroj?] mimo jiné také z Vladivostoku, Pekingu, Hongkongu, Saint Lois Potosi (Mexiko), Pasadeny USA, Stordu (Norsko), Kfar Saba (Izrael) a Johannesburgu. Účastníci soutěže hrají na housle, čelo, klavír a dechové nástroje.
V roce 2007 vedl mezinárodní porotu profesor Moskevské konzervatoře, sólista Moskevské filharmonie, umělecký ředitel a dirigent komorního orchestru Moskovia Eduard Grach. V roce 2009 organizační výbor zvolil za předsedu poroty národního umělce Ruska a šéfdirigenta Moskevského státního filharmonického orchestru Pavla Kogana. Předsedou poroty v 2010 roce byl pianista a ruský národní umělec Dmitrij Baškirov.

## Poradní sbor
Poradní sbor je složen z následujících  hudebních odborníků, politiku a obchodníků:[zdroj?]
- Sergej Lavrov, Ministr zahraničních věcí Ruské Federace
- Braun Tiberius, PHF, Generální ředitel TUI AG zastoupení v RF
- Baškirov Dmitrij, národní umělec Ruské Federace, profesor vysoké muzikální školy královny Sofie v Madridu
- Grach Eduard, národní umělec SSSR, profesor Čajkovského moskevské státní konzervatoře, sólista Moskevské filharmonické společnosti, umělecký ředitel a dirigent komorního orchestru Moskovia
- Hahn Dr. Ottokar, bývalý velvyslanec Evropské komise v Rusku
- Chochlov Michail, ředitel Gnesinské hudební školy, zasloužilý hudební pracovník v RF, zasloužilý umělec Ruska
- Marous Josef, Professor, PHF, zakladatel Hudební soutěže mezinárodního ruského Rotary klubu, Director of the Board of OAO TMK, Generální ředitel TMK Europe GmbH, Düsseldorf.
- Spivakov Vladimir, Národní umělec SSSR. Dirigent orchestru Moscow Virtuosi
- Jakupov Alexandr,  ředitel hudební školy při Čajkovského konzervatoři, umělecký ředitel opery Čajkovského moskevské státní konzervatoře, člen Mezinárodní akademie informatizace, doktor umění a profesor.
- Akulian Viktor, partner KPMG